# Безденежных, Александр Степанович
Алекса́ндр Степа́нович Безде́нежных (28 ноября 1927, д. Шабуры, Опаринский район, Кировская область, РСФСР ― 8 февраля 2003, Миасс, Российская Федерация) — советский инженер-конструктор, руководитель производства по изготовлению аппаратуры для ракетной техники.

## Биография
Родился 28 ноября 1927 года в деревне Шабуры, Опаринский район, Кировская область, РСФСР.
В 1944 году поступил в Челябинское Краснознаменное военно-авиационное училище штурманов. Затем учился в Военно-морском авиационном училище летчиков в городе Феодосия (Крым), там Безденежных получил специальность инструктора воздушных стрелков-радистов. Проходил службу в ВВС СССР до 1951 года. Уволен в запас в звании старшина.
В 1951 году устроился на работу механиком в Конструкторское бюро машиностроения в Москве (предприятие п/я 4096). В 1954 году окончил институт, получив диплом инженера, начал работать на Златоустовском машиностроительном заводе, где впоследствии был назначен начальником участка, потом заместителем начальником цеха.
В 1961 году переехал в город Миасс (Челябинская область), где он был назначен начальником цеха, затем начальником приборного производства на машиностроительном заводе. Трудился на этом заводе до 1987 года. Учился в Институте повышения квалификации руководящих и инженерно-технических работников, которое окончил в 1971 году.
Участвовал в изготовлении опытных и серийных изделий ракетных комплексов: Р-11, Р-11ФМ, Р-13, Р-17, Р-21, РСМ-25, РСМ-40, РСМ-50, РСМ-52, РСМ-54. Также принял участие в организации производства многоразового космического корабля «Буран».
Александр Безденежных награждён Орденами Ленина (1978), Трудового Красного Знамени (1969), «Знак Почёта» (1961) и медалями.
Умер 8 февраля 2003 года в Миассе.